# Rippach
Rippach este o comună în Saxonia-Anhalt, Germania